# Judge Dredd (datorspel, 1995)
Judge Dredd (ジャッジ・ドレッド? "Judge Dredd: The Movie") är ett actionspel till SNES, Sega Mega Drive, Sega Game Gear och Game Boy, ursprungligen släppt 1995. Spelet är löst aserat på 1995 års film.

## Handling
Det är 2100-tal, och de flesta människor bor i storstadsområden. Poliser och advokater har avskaffats, och endast domarna har makten over samhället. En av dem, Judge Dredd, skal bekämpa de farligaste brottslingarna i Judge Rico och Mega-City.

### Fotnoter
1. ↑  ”Additional release information”. RF Generation. http://www.rfgeneration.com/cgi-bin/getinfo.pl?ID=U-044-S-02630-A. Läst 24 april 2014.
2. ↑  ”Composer information”. SNESMusic.org. http://www.snesmusic.org/v2/profile.php?profile=set&selected=1317. Läst 24 april 2014.
3. ↑  ”JJudge Dredd” (på svenska). Super Power (Solna: Atlantic) (8 1995). augusti 1995. Läst 24 april 2014.
4. ↑  ”Japanese title”. SuperFamicom.org. http://superfamicom.org/info/judge-dredd. Läst 24 april 2014.
5. ↑  ”Basic game overview”. allgame. Arkiverad från originalet den 15 november 2014. https://web.archive.org/web/20141115014147/http://www.allgame.com/game.php?id=2511. Läst 24 april 2014.
6. 1 2  ”Basic game overview”. Neoseeker. http://www.neoseeker.com/Games/Products/SNES/judge_dredd/. Läst 24 april 2014.
7. ↑  ”Ending for Judge Dredd (SNES)”. VG Museum. http://www.vgmuseum.com/end/snes/b/judge.htm. Läst 24 april 2014.